# Плажът на костенурките
„Плажът на костенурките“ (на английски: Turtle Beach/The Killing Beach) е австралийски филм от 1992 г. на режисьора Стивън Уолъс по сценарий на Ан Търнър, базиран на едноименния роман, написан от Бланш Д'Алпугет. Във филма участват Грета Скаки, Джоан Чен, Джак Томпсън, Арт Малик и Норман Кей.

## Актьорски състав
- Грета Скаки – Джуджит
- Джоан Чен – Мину
- Джак Томпсън – Ралф
- Арт Малик – Нанан
- Норман Кей – Хобдей
- Виктория Лонгли – Санча
- Мартин Джейкъбс – Ричард
- Джордж Уейли – Бил